# M119
M119 — 105-мм буксируемое орудие производства США (копия британской гаубицы), предназначенное для поддержки пехоты, десантных войск и штурмовых групп.

## История
В 1987 году между США и Великобританией было подписано соглашение о производстве в США 105-мм британской гаубицы L118 Light Gun (в варианте, стандартизованном под 105-мм американские снаряды стандарта НАТО) под наименованием L119. Орудие предназначалось на замену 105-мм гаубицы M102.
В 1989 году на вооружение армии США была принята модификация M119A1. 
Серийное производство продолжалось до 1995 года. 
105-мм гаубицы способны эффективно уничтожать легко бронированную технику. Например, разрыв 105-мм снаряда поблизости от БМП-1/2 приводит к серьезным повреждениям корпуса осколками снаряда, в некоторых случаях возможно полное уничтожение машины. Прямое попадание приведёт почти всегда к полному уничтожению.
Также гаубицы весьма эффективны против фортификационных сооружений и скоплений живой силы противника.
Буксировка осуществляется колёсными машинами высокой проходимости HMMWV или грузовиками. Транспортировка по воздуху осуществляется на внешней подвеске вертолётов UH-60 (одна) и CH-47 (две), а также десантированием парашютным способом.

## Варианты и модификации
- M119 — копия английской гаубицы L119
- M119A1 — модификация 1989 года, первые орудия поступили в армию США в декабре 1989 года
- M119A2 — модификация с новыми прицельными приспособлениями, разработана по результатам начатой в 1998 году программы модернизации лёгких артиллерийских систем («Light Artillery System Improvement Program»)
- M119A3 — модернизированная версия с цифровой системой управлением огнём и инерциальной навигационной системой, принята на вооружения в апреле 2013 года.

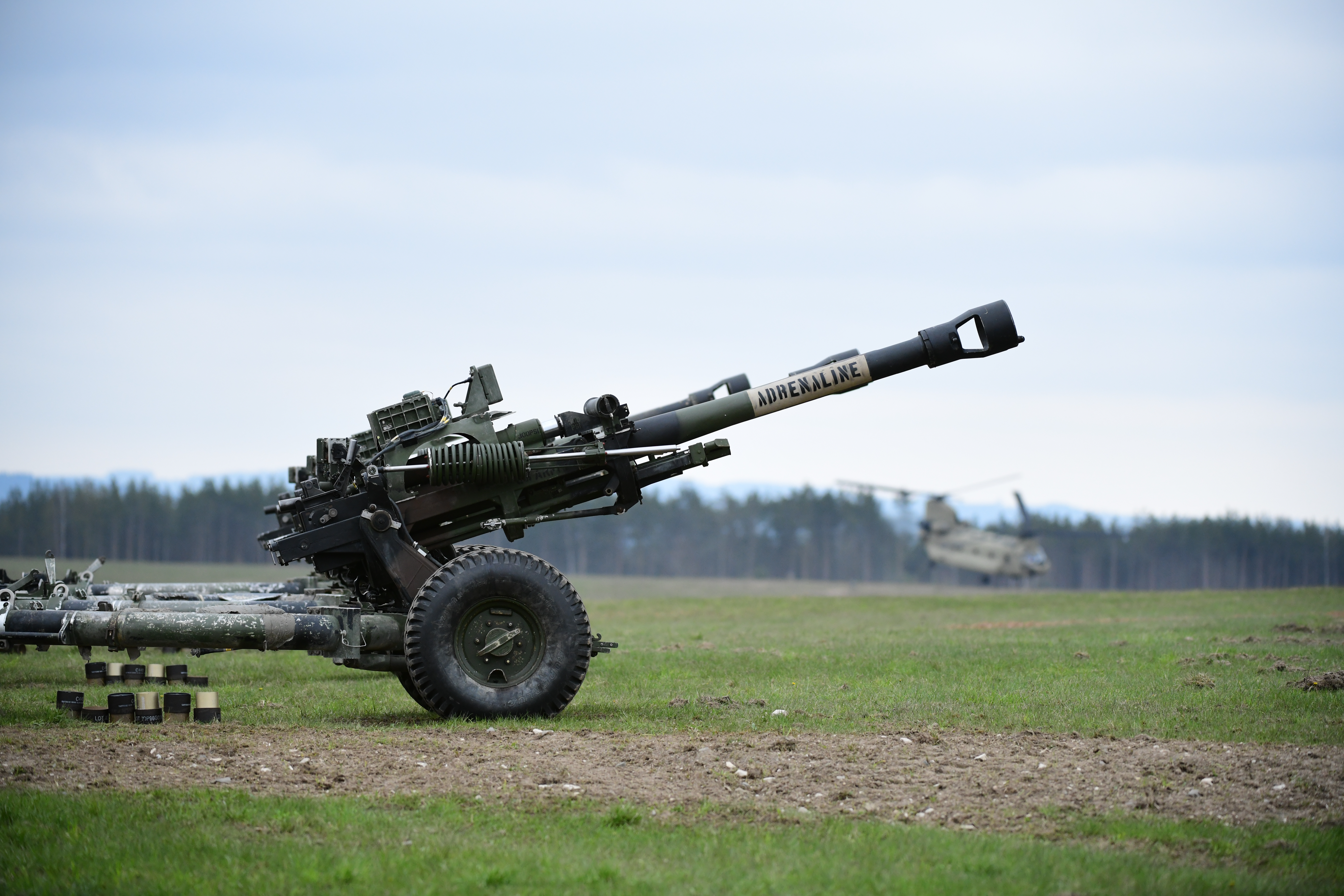
M119A3 173-й вдбр США на полигоне Графенвёр. 20 апреля 2023.

## ТТХ
- Угол склонения, минимум, градусы −5,5
- Угол наведения по горизонтали, градус 11